# فولفغانغ شميدت
فولفغانغ شميدت (بالألمانية: Wolfgang Schmidt) (ولد في 23 سبتمبر 1970 في هامبورغ) سياسي ومحامي ألماني من الحزب الديمقراطي الاجتماعي. يشغل منذ 8 ديسمبر 2021 منصب الوزير الاتحادي للشؤون الخاصة ومدير المستشارية الاتحادية في حكومة شولتس.
من مارس 2011 إلى مارس 2018 كان مستشارًا للدولة في مستشارية مجلس الشيوخ في هامبورغ وممثلًا مفوضًا لمدينة هامبورغ الحرة والهانزية لدى الحكومة الاتحادية والاتحاد الأوروبي وعن الشؤون الخارجية ومن مارس 2018 إلى ديسمبر 2021 وزير دولة في وزارة المالية.
يُعد شميدت سياسي مقرب من المستشار أولاف شولتتس (الحزب الديمقراطي الاجتماعي).